# Santa Cruz de la Zarza
Santa Cruz de la Zarza est une commune d'Espagne de la province de Tolède dans la communauté autonome de Castille-La Manche.

## Géographie
Elle est située aux abords de la province de Cuenca, sur la route d'Ocaña à Tarancón, à quelque 16 km de cette dernière commune.
Sa population, d'après le recensement de 2010, atteint les 4 940 habitants. Son économie, autrefois axée exclusivement sur l'agriculture (vignobles, oliviers et céréales), a évolué de plus en plus vers l'industrie grâce à l'établissement d'usines et ateliers divers.
Ses fêtes "patronales" en l'honneur de Notre Dame du Chapelet ont lieu vers la fin du mois d'août.

## Histoire
La ville a été un centre important des communications et place forte dès l'époque romaine, wisigothe et arabe, étant donné sa situation privilégiée sur la vallée du Tage.
Santa Cruz est cédée à l'Ordre Militaire de Saint-Jacques en 1175. Après sa confirmation par le pape Alexandre III à cette date on y établit une "encomienda".
En 1242, sous le "maestrazgo" de Rodrigo Iñiguez, en vue de son importance croissante, la ville devient chef-lieu de l'"encomienda" de Saint-Jacques. En 1253, le maître de l'Ordre don Pelay Pérez Correa lui octroie sa Charte Fondationnelle.

## Administration
| Période                                  | Période | Identité | Étiquette | Qualité |
| ---------------------------------------- | ------- | -------- | --------- | ------- |
|                                          |         |          |           |         |
| Les données manquantes sont à compléter. |         |          |           |         |

### Jumelage
- La Grand-Croix (France)